# Хобек (река)
Хобек (англ. Hoback River) — река в США, в северо-западной части штата Вайоминг. Левый приток реки Снейк. Длина составляет около 89 км; площадь бассейна — около 1600 км².
Берёт начало в Скалистых горах и течёт сперва на северо-восток, через национальный лес Титон. Затем поворачивает и течёт в северо-западном направлении вплоть до своего устья вблизи городка Хобек, сразу ниже по течению долины Джексон-Хоул. Крупнейший приток Хобек — река Саут-Форк, которая впадает в Хобек вблизи города Бондурант. Большая часть реки протекает через узкие горные долины, а в своём нижнем течении — через каньоны с отвесными склонами. На всём течении Хобек нет ни одной дамбы. Около 48 км ниже по течению от устья Хобек, уже на территории штата Айдахо, река Снейк перегорожена плотиной Палисейдс.
Река была названа в честь Джона Хобека — участника экспедиции Астора.